# Barry Mendel
Pour les articles homonymes, voir Mendel.
Barry Mendel est un producteur américain né en 1963. Il a été diplômé à la Rye Country Day School.
Il a été nommé à deux reprises à la cérémonie des Oscars.
Il a créé sa société de production : Barry Mendel Productions, et a travaillé depuis avec des réalisateurs comme Steven Spielberg, M. Night Shyamalan (avec la Blinding Edge Pictures) ou Wes Anderson.

## Filmographie
- 1998 : Rushmore
- 1999 : Sixième Sens
- 2000 : Incassable
- 2001 : La Famille Tenenbaum
- 2004 : La Vie aquatique
- 2005 : Serenity
- 2005 : Munich
- 2005 : Inckheart
- 2008 : Phénomènes
- 2011 : Mes meilleures amies
- 2022 : La Bulle (The Bubble) de Judd Apatow

## Distinctions
- 2000 : Nommé à l'Oscar du meilleur film pour Sixième Sens
- 2000 : Au BAFTA Awards, nommé au prix du meilleur film pour Sixième Sens
- 2006 : Nommé à l'Oscar du meilleur film pour Munich